# Троицкий собор (Белый)
Собор Святой Троицы — утраченный православный храм в городе Белом Тверской области. Построен в 1789—1804 годах. Разрушен в советское время.

## История
Храм находился в западной части города, на Соборной улице (ныне улица 1 Мая) на месте крепости Белой. Деревянный Троицкий храм известен с 1634 года.
Строительство каменного Троицкого собора началось в 1789 году на средства купцов Т.С. и П. С. Пирожковых. Строительство завершилось в 1804 году.
К Троицкому собору был приписан храм Петра и Павла.
В советское время храм был уничтожен.

## Архитектура
Пятиглавый собор был построен в характерных для того периода переходных формах от барокко к классицизму. Фасады основного объёма — четверика храма, расчленённые вертикальными нишами и пилястрами, завершались треугольными фронтонами. Окна были оформлены наличниками. Был обнесён каменной оградой с железной решёткой.